# Wieś ziemiańska
Wieś ziemiańska – wieś zasiedlona przez wolnych (na terenie Prus i Warmii) lub drobną szlachtę (północne Mazowsze). We wsiach ziemiańskich osadzano ludność głównie w celach zapewnienia siły zbrojnej. Wolni (ziemianie) posiadali większe gospodarstwa od chłopskich, tworzyli często całe wsie zobowiązane do służby wojskowej. Także osadzonej w Prusach szlachcie mazowieckiej nadawano z reguły tylko status wolnych.